# ميخائيل بيشوب (موسيقي)
ميخائيل بيشوب (بالإنجليزية: Michael Bishop)‏ هو موسيقي أمريكي، ولد في 8 سبتمبر 1968.

## وصلات خارجية
- ميخائيل بيشوب على موقع ميوزك برينز (الإنجليزية)
- ميخائيل بيشوب على موقع ديسكوغز (الإنجليزية)